# 欺瞞
| ウィキペディアには「欺瞞」という見出しの百科事典記事はありません（タイトルに「欺瞞」を含むページの一覧/「欺瞞」で始まるページの一覧）。 代わりにウィクショナリーのページ「欺瞞」が役に立つかもしれません。 |